# Festival Elsy Jacobs 2018
La 11e édition du Festival luxembourgeois du cyclisme féminin Elsy Jacobs a lieu du 27 avril au 29 avril 2018. La course fait partie du calendrier international féminin UCI 2018 en catégorie 2.1 et est remportée par l'Italienne Letizia Paternoster.
La jeune Allemande Lisa Klein remporte le prologue. Le lendemain, la Luxembourgeoise Christine Majerus remporte le sprint d'un petit groupe comme l'an passé et s'empare du maillot jaune. Sur la dernière étape, c'est Letizia Paternoster qui gagne l'étape. Grâce aux bonifications, elle gagne l'épreuve ainsi que le classement par points et celui de la meilleure jeune. Le classement de la montagne est remporté par sa coéquipière Sofia Bertizzolo.

## Équipes
| Équipes féminines professionnelles (15)- Astana Women's - Bepink - Boels Dolmans - BTC City Ljubljana - Canyon-SRAM Racing - Cervélo Bigla - Experza-Footlogix - Health Mate-Cyclelive Team - Lotto Soudal Ladies - Movistar Team - Parkhotel Valkenburg-Destil - Trek-Drops - Valcar PBM - WaowDeals - WNT-Rotor Pro Cycling Équipes nationales (3)- Grande-Bretagne - Norvège - Danemark Équipe féminines amateur (2)- Jos Feron Lady Force - Maaslandster Veris CCN |
| |

## Étapes
| Étape     | Date    | Villes étapes         | type            | Distance (km) | Vainqueur d'étape   | Leader du classement général |
| --------- | ------- | --------------------- | --------------- | ------------- | ------------------- | ---------------------------- |
| Prologue  | 27 avr. | Cessange – Cessange   | prologue        | 2,8           | Lisa Klein          | Lisa Klein                   |
| 1re étape | 28 avr. | Steinfort – Steinfort | étape vallonnée | 97,7          | Christine Majerus   | Christine Majerus            |
| 2e étape  | 29 avr. | Garnich – Garnich     | étape vallonnée | 111,1         | Letizia Paternoster | Letizia Paternoster          |

## Déroulement de la course

### Prologue
La spécialiste allemande des prologues Lisa Klein, déjà quatrième de l'étape l'année précédente, remporte la course. Elle devance Amy Pieters et Cecilie Uttrup Ludwig.
| \| Classement de l'étape \| Classement de l'étape \| Classement de l'étape \| Classement de l'étape \| Classement de l'étape \| \| Coureuse \| Coureuse \| Pays \| Équipe \| Temps \| \| --------------------- \| --------------------- \| --------------------- \| --------------------- \| --------------------- \| \| 1re \| Lisa Klein \| Allemagne \| Canyon-SRAM Racing \| 4 min 00 s \| \| 2e \| Amy Pieters \| Pays-Bas \| Boels Dolmans \| + 0 s \| \| 3e \| Cecilie Uttrup Ludwig \| Danemark \| Cervélo Bigla \| + 1 s \| \| 4e \| Letizia Paternoster \| Italie \| Astana Women's Team \| + 2 s \| \| 5e \| Anouska Koster \| Pays-Bas \| WaowDeals \| + 2 s \| \| 6e \| Christine Majerus \| Luxembourg \| Boels Dolmans \| + 3 s \| \| 7e \| Elisa Balsamo \| Italie \| Valcar PBM \| + 4 s \| \| 8e \| Alexis Magner \| États-Unis \| Canyon-SRAM Racing \| + 4 s \| \| 9e \| Ashleigh Moolman \| Afrique du Sud \| Cervélo Bigla \| + 5 s \| \| 10e \| Jeanne Korevaar \| Pays-Bas \| WaowDeals \| + 5 s \| |                       |                |                     |            |
| |                       |                |                     |            |
| Source : ProCyclingStats |                       |                |                     |            |
| Classement de l'étape |                       |                |                     |            |
| Coureuse | Coureuse              | Pays           | Équipe              | Temps      |
| 1re | Lisa Klein            | Allemagne      | Canyon-SRAM Racing  | 4 min 00 s |
| 2e | Amy Pieters           | Pays-Bas       | Boels Dolmans       | + 0 s      |
| 3e | Cecilie Uttrup Ludwig | Danemark       | Cervélo Bigla       | + 1 s      |
| 4e | Letizia Paternoster   | Italie         | Astana Women's Team | + 2 s      |
| 5e | Anouska Koster        | Pays-Bas       | WaowDeals           | + 2 s      |
| 6e | Christine Majerus     | Luxembourg     | Boels Dolmans       | + 3 s      |
| 7e | Elisa Balsamo         | Italie         | Valcar PBM          | + 4 s      |
| 8e | Alexis Magner         | États-Unis     | Canyon-SRAM Racing  | + 4 s      |
| 9e | Ashleigh Moolman      | Afrique du Sud | Cervélo Bigla       | + 5 s      |
| 10e | Jeanne Korevaar       | Pays-Bas       | WaowDeals           | + 5 s      |

| \| Classement général \| Classement général \| Classement général \| Classement général \| Classement général \| \| Coureuse \| Coureuse \| Pays \| Équipe \| Temps \| \| ------------------ \| --------------------- \| ------------------ \| ------------------- \| ------------------ \| \| 1re \| Lisa Klein \| Allemagne \| Canyon-SRAM Racing \| 4 min 00 s \| \| 2e \| Amy Pieters \| Pays-Bas \| Boels Dolmans \| + 0 s \| \| 3e \| Cecilie Uttrup Ludwig \| Danemark \| Cervélo Bigla \| + 1 s \| \| 4e \| Letizia Paternoster \| Italie \| Astana Women's Team \| + 2 s \| \| 5e \| Anouska Koster \| Pays-Bas \| WaowDeals \| + 2 s \| \| 6e \| Christine Majerus \| Luxembourg \| Boels Dolmans \| + 3 s \| \| 7e \| Elisa Balsamo \| Italie \| Valcar PBM \| + 4 s \| \| 8e \| Alexis Magner \| États-Unis \| Canyon-SRAM Racing \| + 4 s \| \| 9e \| Ashleigh Moolman \| Afrique du Sud \| Cervélo Bigla \| + 5 s \| \| 10e \| Jeanne Korevaar \| Pays-Bas \| WaowDeals \| + 5 s \| |                       |                |                     |            |
| |                       |                |                     |            |
| Source : ProCyclingStats |                       |                |                     |            |
| Classement général |                       |                |                     |            |
| Coureuse | Coureuse              | Pays           | Équipe              | Temps      |
| 1re | Lisa Klein            | Allemagne      | Canyon-SRAM Racing  | 4 min 00 s |
| 2e | Amy Pieters           | Pays-Bas       | Boels Dolmans       | + 0 s      |
| 3e | Cecilie Uttrup Ludwig | Danemark       | Cervélo Bigla       | + 1 s      |
| 4e | Letizia Paternoster   | Italie         | Astana Women's Team | + 2 s      |
| 5e | Anouska Koster        | Pays-Bas       | WaowDeals           | + 2 s      |
| 6e | Christine Majerus     | Luxembourg     | Boels Dolmans       | + 3 s      |
| 7e | Elisa Balsamo         | Italie         | Valcar PBM          | + 4 s      |
| 8e | Alexis Magner         | États-Unis     | Canyon-SRAM Racing  | + 4 s      |
| 9e | Ashleigh Moolman      | Afrique du Sud | Cervélo Bigla       | + 5 s      |
| 10e | Jeanne Korevaar       | Pays-Bas       | WaowDeals           | + 5 s      |

### 1reétape
Le peloton est groupé durant le début d'étape. Sofia Bertizzolo collecte les points du classement de la montagne. Une échappée se forme dans les derniers tours de l'étape avec Anouska Koster, Marta Cavalli et Eri Yonamine. Ce groupe compte dix-neuf secondes d'avance à l'amorce du dernier tour. Il est repris à cinq kilomètres de l'arrivée. À huit cents mètres de l'arrivée, une chute est causée par la chaussée humide. Amy Pieters lance le sprint pour Christine Majerus qui s'impose largement devant Alexis Ryan et Eugenia Bujak.
| \| Classement de l'étape \| Classement de l'étape \| Classement de l'étape \| Classement de l'étape \| Classement de l'étape \| \| Coureuse \| Coureuse \| Pays \| Équipe \| Temps \| \| --------------------- \| ------------------------ \| --------------------- \| --------------------- \| --------------------- \| \| 1re \| Christine Majerus \| Luxembourg \| Boels Dolmans \| 2 h 30 min 10 s \| \| 2e \| Alexis Magner \| États-Unis \| Canyon-SRAM Racing \| + 0 s \| \| 3e \| Eugenia Bujak \| Slovénie \| BTC City Ljubljana \| + 0 s \| \| 4e \| Letizia Paternoster \| Italie \| Astana Women's Team \| + 0 s \| \| 5e \| Lisa Klein \| Allemagne \| Canyon-SRAM Racing \| + 0 s \| \| 6e \| Agnieszka Skalniak-Sójka \| Pologne \| Experza-Footlogix \| + 0 s \| \| 7e \| Belle De Gast \| Pays-Bas \| Parkhotel Valkenburg \| + 0 s \| \| 8e \| Lotta Lepistö \| Finlande \| Cervélo Bigla \| + 0 s \| \| 9e \| Demi de Jong \| Pays-Bas \| Lotto Soudal Ladies \| + 0 s \| \| 10e \| Jeanne Korevaar \| Pays-Bas \| WaowDeals \| + 0 s \| |                          |            |                      |                 |
| |                          |            |                      |                 |
| Source : ProCyclingStats |                          |            |                      |                 |
| Classement de l'étape |                          |            |                      |                 |
| Coureuse | Coureuse                 | Pays       | Équipe               | Temps           |
| 1re | Christine Majerus        | Luxembourg | Boels Dolmans        | 2 h 30 min 10 s |
| 2e | Alexis Magner            | États-Unis | Canyon-SRAM Racing   | + 0 s           |
| 3e | Eugenia Bujak            | Slovénie   | BTC City Ljubljana   | + 0 s           |
| 4e | Letizia Paternoster      | Italie     | Astana Women's Team  | + 0 s           |
| 5e | Lisa Klein               | Allemagne  | Canyon-SRAM Racing   | + 0 s           |
| 6e | Agnieszka Skalniak-Sójka | Pologne    | Experza-Footlogix    | + 0 s           |
| 7e | Belle De Gast            | Pays-Bas   | Parkhotel Valkenburg | + 0 s           |
| 8e | Lotta Lepistö            | Finlande   | Cervélo Bigla        | + 0 s           |
| 9e | Demi de Jong             | Pays-Bas   | Lotto Soudal Ladies  | + 0 s           |
| 10e | Jeanne Korevaar          | Pays-Bas   | WaowDeals            | + 0 s           |

| \| Classement général \| Classement général \| Classement général \| Classement général \| Classement général \| \| Coureuse \| Coureuse \| Pays \| Équipe \| Temps \| \| ------------------ \| --------------------- \| ------------------ \| ------------------- \| ------------------ \| \| 1re \| Christine Majerus \| Luxembourg \| Boels Dolmans \| 2 h 34 min 03 s \| \| 2e \| Alexis Magner \| États-Unis \| Canyon-SRAM Racing \| + 5 s \| \| 3e \| Lisa Klein \| Allemagne \| Canyon-SRAM Racing \| + 7 s \| \| 4e \| Amy Pieters \| Pays-Bas \| Boels Dolmans \| + 7 s \| \| 5e \| Cecilie Uttrup Ludwig \| Danemark \| Cervélo Bigla \| + 8 s \| \| 6e \| Letizia Paternoster \| Italie \| Astana Women's Team \| + 9 s \| \| 7e \| Anouska Koster \| Pays-Bas \| WaowDeals \| + 9 s \| \| 8e \| Eugenia Bujak \| Slovénie \| BTC City Ljubljana \| + 11 s \| \| 9e \| Elisa Balsamo \| Italie \| Valcar PBM \| + 11 s \| \| 10e \| Ashleigh Moolman \| Afrique du Sud \| Cervélo Bigla \| + 12 s \| |                       |                |                     |                 |
| |                       |                |                     |                 |
| Source : ProCyclingStats |                       |                |                     |                 |
| Classement général |                       |                |                     |                 |
| Coureuse | Coureuse              | Pays           | Équipe              | Temps           |
| 1re | Christine Majerus     | Luxembourg     | Boels Dolmans       | 2 h 34 min 03 s |
| 2e | Alexis Magner         | États-Unis     | Canyon-SRAM Racing  | + 5 s           |
| 3e | Lisa Klein            | Allemagne      | Canyon-SRAM Racing  | + 7 s           |
| 4e | Amy Pieters           | Pays-Bas       | Boels Dolmans       | + 7 s           |
| 5e | Cecilie Uttrup Ludwig | Danemark       | Cervélo Bigla       | + 8 s           |
| 6e | Letizia Paternoster   | Italie         | Astana Women's Team | + 9 s           |
| 7e | Anouska Koster        | Pays-Bas       | WaowDeals           | + 9 s           |
| 8e | Eugenia Bujak         | Slovénie       | BTC City Ljubljana  | + 11 s          |
| 9e | Elisa Balsamo         | Italie         | Valcar PBM          | + 11 s          |
| 10e | Ashleigh Moolman      | Afrique du Sud | Cervélo Bigla       | + 12 s          |

### 2eétape
Au départ de la dernière étape, Christine Majerus porte le maillot jaune exactement de la même manière que l'année précédente. En début d'étape, Sofia Beggin, Manon Lloyd et Jessy Druyts partent en échappée. Elles sont reprises à quarante-trois kilomètres de la ligne. Lors de l'arrivée sur le circuit, un nouveau groupe de tête se constitue. Il contient les principales protagonistes, dont Christine Majerus, Ashleigh Moolman, Sabrina Stultiens et Eugenia Bujak. À vingt kilomètres de l'arrivée, la Sud-Africaine attaque seule. Elle est néanmoins reprise à six kilomètres sous l'impulsion des formations Canyon-SRAM et Astana. Dans le sprint final, Letizia Paternoster déroule et devance Lotta Lepistö. Elle remporte ainsi le classement général,.
| \| Classement de l'étape \| Classement de l'étape \| Classement de l'étape \| Classement de l'étape \| Classement de l'étape \| \| Coureuse \| Coureuse \| Pays \| Équipe \| Temps \| \| --------------------- \| ------------------------- \| --------------------- \| ------------------------- \| --------------------- \| \| 1re \| Letizia Paternoster \| Italie \| Astana Women's Team \| 2 h 52 min 01 s \| \| 2e \| Lotta Lepistö \| Finlande \| Cervélo Bigla \| + 0 s \| \| 3e \| Elisa Balsamo \| Italie \| Valcar PBM \| + 0 s \| \| 4e \| Alexis Magner \| États-Unis \| Canyon-SRAM Racing \| + 0 s \| \| 5e \| Christine Majerus \| Luxembourg \| Boels Dolmans \| + 0 s \| \| 6e \| Susanne Andersen \| Norvège \| Hitec Products-Birk Sport \| + 0 s \| \| 7e \| Agnieszka Skalniak-Sójka \| Pologne \| Experza-Footlogix \| + 0 s \| \| 8e \| Maria Giulia Confalonieri \| Italie \| Valcar PBM \| + 0 s \| \| 9e \| Lisa Klein \| Allemagne \| Canyon-SRAM Racing \| + 0 s \| \| 10e \| Alicia González \| Espagne \| Movistar Team \| + 0 s \| |                           |            |                           |                 |
| |                           |            |                           |                 |
| Source : ProCyclingStats |                           |            |                           |                 |
| Classement de l'étape |                           |            |                           |                 |
| Coureuse | Coureuse                  | Pays       | Équipe                    | Temps           |
| 1re | Letizia Paternoster       | Italie     | Astana Women's Team       | 2 h 52 min 01 s |
| 2e | Lotta Lepistö             | Finlande   | Cervélo Bigla             | + 0 s           |
| 3e | Elisa Balsamo             | Italie     | Valcar PBM                | + 0 s           |
| 4e | Alexis Magner             | États-Unis | Canyon-SRAM Racing        | + 0 s           |
| 5e | Christine Majerus         | Luxembourg | Boels Dolmans             | + 0 s           |
| 6e | Susanne Andersen          | Norvège    | Hitec Products-Birk Sport | + 0 s           |
| 7e | Agnieszka Skalniak-Sójka  | Pologne    | Experza-Footlogix         | + 0 s           |
| 8e | Maria Giulia Confalonieri | Italie     | Valcar PBM                | + 0 s           |
| 9e | Lisa Klein                | Allemagne  | Canyon-SRAM Racing        | + 0 s           |
| 10e | Alicia González           | Espagne    | Movistar Team             | + 0 s           |

## Classements finals

### Classement général final
| \| Classement général \| Classement général \| Classement général \| Classement général \| Classement général \| \| Coureuse \| Coureuse \| Pays \| Équipe \| Temps \| \| ------------------ \| ------------------- \| ------------------ \| -------------------- \| ------------------ \| \| 1re \| Letizia Paternoster \| Italie \| Astana Women's Team \| 5 h 26 min 03 s \| \| 2e \| Christine Majerus \| Luxembourg \| Boels Dolmans \| + 1 s \| \| 3e \| Alexis Magner \| États-Unis \| Canyon-SRAM Racing \| + 6 s \| \| 4e \| Lotta Lepistö \| Finlande \| Cervélo Bigla \| + 8 s \| \| 5e \| Lisa Klein \| Allemagne \| Canyon-SRAM Racing \| + 8 s \| \| 6e \| Elisa Balsamo \| Italie \| Valcar PBM \| + 8 s \| \| 7e \| Eugenia Bujak \| Slovénie \| BTC City Ljubljana \| + 12 s \| \| 8e \| Ashleigh Moolman \| Afrique du Sud \| Cervélo Bigla \| + 13 s \| \| 9e \| Jeanne Korevaar \| Pays-Bas \| WaowDeals \| + 13 s \| \| 10e \| Belle De Gast \| Pays-Bas \| Parkhotel Valkenburg \| + 14 s \| |                     |                |                      |                 |
| |                     |                |                      |                 |
| |                     |                |                      |                 |
| Classement général |                     |                |                      |                 |
| Coureuse | Coureuse            | Pays           | Équipe               | Temps           |
| 1re | Letizia Paternoster | Italie         | Astana Women's Team  | 5 h 26 min 03 s |
| 2e | Christine Majerus   | Luxembourg     | Boels Dolmans        | + 1 s           |
| 3e | Alexis Magner       | États-Unis     | Canyon-SRAM Racing   | + 6 s           |
| 4e | Lotta Lepistö       | Finlande       | Cervélo Bigla        | + 8 s           |
| 5e | Lisa Klein          | Allemagne      | Canyon-SRAM Racing   | + 8 s           |
| 6e | Elisa Balsamo       | Italie         | Valcar PBM           | + 8 s           |
| 7e | Eugenia Bujak       | Slovénie       | BTC City Ljubljana   | + 12 s          |
| 8e | Ashleigh Moolman    | Afrique du Sud | Cervélo Bigla        | + 13 s          |
| 9e | Jeanne Korevaar     | Pays-Bas       | WaowDeals            | + 13 s          |
| 10e | Belle De Gast       | Pays-Bas       | Parkhotel Valkenburg | + 14 s          |

### Points UCI
| Position           | 1er | 2e | 3e | 4e | 5e | 6e | 7e | 8e | 9e | 10e | 11e | 12e | 13e à 15e | 16e à 25e |
| Classement général | 125 | 85 | 70 | 60 | 50 | 40 | 35 | 30 | 25 | 20  | 15  | 10  | 5         | 3         |
| Par étape          | 16  | 12 | 8  | 6  | 5  | 4  | 3  | 2  |    |     |     |     |           |           |
| Leader, par étape  | 3   |    |    |    |    |    |    |    |    |     |     |     |           |           |

### Classements annexes
| Classement par points | Classement par points | Classement par points | Classement par points | Classement par points |
| Coureuse              | Coureuse              | Pays                  | Équipe                | Points                |
| --------------------- | --------------------- | --------------------- | --------------------- | --------------------- |
| 1re                   | Letizia Paternoster   | Italie                | Astana Women's Team   | 26 pts                |
| 2e                    | Christine Majerus     | Luxembourg            | Boels Dolmans         |                       |
| 3e                    | Alexis Magner         | États-Unis            | Canyon-SRAM Racing    |                       |

| Classement par points | Classement par points | Classement par points | Classement par points | Classement par points |
| Coureuse              | Coureuse              | Pays                  | Équipe                | Points                |
| --------------------- | --------------------- | --------------------- | --------------------- | --------------------- |
| 1re                   | Letizia Paternoster   | Italie                | Astana Women's Team   | 26 pts                |
| 2e                    | Christine Majerus     | Luxembourg            | Boels Dolmans         |                       |
| 3e                    | Alexis Magner         | États-Unis            | Canyon-SRAM Racing    |                       |

| Classement de la montagne | Classement de la montagne | Classement de la montagne | Classement de la montagne | Classement de la montagne |
| Coureuse                  | Coureuse                  | Pays                      | Équipe                    | Points                    |
| ------------------------- | ------------------------- | ------------------------- | ------------------------- | ------------------------- |
| 1re                       | Sofia Bertizzolo          | Italie                    | Astana Women's Team       | 18 pts                    |
| 2e                        | Sabrina Stultiens         | Pays-Bas                  | WaowDeals                 | 8 pts                     |
| 3e                        | Eri Yonamine              | Japon                     | Wiggle High5              | 8 pts                     |

| Classement de la montagne | Classement de la montagne | Classement de la montagne | Classement de la montagne | Classement de la montagne |
| Coureuse                  | Coureuse                  | Pays                      | Équipe                    | Points                    |
| ------------------------- | ------------------------- | ------------------------- | ------------------------- | ------------------------- |
| 1re                       | Sofia Bertizzolo          | Italie                    | Astana Women's Team       | 18 pts                    |
| 2e                        | Sabrina Stultiens         | Pays-Bas                  | WaowDeals                 | 8 pts                     |
| 3e                        | Eri Yonamine              | Japon                     | Wiggle High5              | 8 pts                     |

| Classement du meilleur jeune | Classement du meilleur jeune | Classement du meilleur jeune | Classement du meilleur jeune | Classement du meilleur jeune |
| Coureuse                     | Coureuse                     | Pays                         | Équipe                       | Temps                        |
| ---------------------------- | ---------------------------- | ---------------------------- | ---------------------------- | ---------------------------- |
| 1re                          | Letizia Paternoster          | Italie                       | Astana Women's Team          | 5 h 26 min 03 s              |
| 2e                           | Lisa Klein                   | Allemagne                    | Canyon-SRAM Racing           | + 8 s                        |
| 3e                           | Elisa Balsamo                | Italie                       | Valcar PBM                   | + 8 s                        |

| Classement du meilleur jeune | Classement du meilleur jeune | Classement du meilleur jeune | Classement du meilleur jeune | Classement du meilleur jeune |
| Coureuse                     | Coureuse                     | Pays                         | Équipe                       | Temps                        |
| ---------------------------- | ---------------------------- | ---------------------------- | ---------------------------- | ---------------------------- |
| 1re                          | Letizia Paternoster          | Italie                       | Astana Women's Team          | 5 h 26 min 03 s              |
| 2e                           | Lisa Klein                   | Allemagne                    | Canyon-SRAM Racing           | + 8 s                        |
| 3e                           | Elisa Balsamo                | Italie                       | Valcar PBM                   | + 8 s                        |

## Évolution des classements
| Étapes             | Vainqueur           | Classement général  | Classement par points | Classement de la montagne | Classement de la meilleure jeune |
| ------------------ | ------------------- | ------------------- | --------------------- | ------------------------- | -------------------------------- |
| 0                  | Lisa Klein          | Lisa Klein          | Lisa Klein            | non attribué              | Lisa Klein                       |
| 1                  | Christine Majerus   | Christine Majerus   | Christine Majerus     | Sofia Bertizzolo          | Lisa Klein                       |
| 2                  | Letizia Paternoster | Letizia Paternoster | Letizia Paternoster   | Sofia Bertizzolo          | Letizia Paternoster              |
| Classements finals | Classements finals  | Letizia Paternoster | Letizia Paternoster   | Sofia Bertizzolo          | Letizia Paternoster              |

## Liste des participantes
| Légende                             | Légende | Légende                                | Légende                                                                                              |
| ----------------------------------- | --- | -------------------------------------- | --- |
| Num                                 | Dossard de départ porté par la coureuse sur ce Festival Elsy Jacobs                                             | Pos                                    | Position finale au classement général                                                                |
| Leader du classement général        | Indique la vainqueur du classement général                                                                      | Leader du classement par points        | Indique la vainqueur du classement par points                                                        |
| Leader du classement de la montagne | Indique la vainqueur du classement de la montagne                                                               | Leader du classement du meilleur jeune | Indique la vainqueur du classement de la meilleure jeune                                             |
|                                     | Indique un maillot de champion national ou mondial, suivi de sa spécialité                                      | #                                      | Indique la meilleure équipe                                                                          |
| NP                                  | Indique une coureuse qui n'a pas pris le départ d'une étape, suivi du numéro de l'étape où elle s'est retirée   | AB                                     | Indique une coureuse qui n'a pas terminé une étape, suivi du numéro de l'étape où elle s'est retirée |
| HD                                  | Indique un coureuse qui a terminé une étape hors des délais, suivi du numéro de l'étape                         | DSQ                                    | Indique un coureur qui a été disqualifié de la course, suivi du numéro de l'étape                    |
| *                                   | Indique un coureuse en lice pour le classement de la meilleure jeune (coureuses nées après le 1er janvier 1996) |                                        | |

| Boels Dolmans DLT | Boels Dolmans DLT                         | Boels Dolmans DLT |
| ----------------- | ----------------------------------------- | ----------------- |
| Num               | Coureuse                                  | Pos               |
| 1                 | Christine Majerus (LUX) (route et chrono) | 2e                |
| 2                 | Jip van den Bos (NED)                     | 41e               |
| 4                 | Skylar Schneider (USA)                    | 70e               |
| 5                 | Amy Pieters (NED)                         | 37e               |
| 6                 | Anna Plichta (POL)                        | 45e               |

| Cervélo Bigla CBT | Cervélo Bigla CBT                     | Cervélo Bigla CBT |
| ----------------- | ------------------------------------- | ----------------- |
| Num               | Coureuse                              | Pos               |
| 11                | Ashleigh Moolman (RSA)                | 8e                |
| 12                | Lotta Lepistö (FIN) (route et chrono) | 4e                |
| 13                | Cecilie Uttrup Ludwig (DEN) (chrono)  | NP-2              |
| 16                | Nicole Hanselmann (SUI)               | 66e               |

| Canyon-SRAM Racing CSR | Canyon-SRAM Racing CSR   | Canyon-SRAM Racing CSR |
| ---------------------- | ------------------------ | ---------------------- |
| Num                    | Coureuse                 | Pos                    |
| 21                     | Alena Amialiusik (BLR)   | 23e                    |
| 22                     | Hannah Barnes (GBR)      | 39e                    |
| 23                     | Elena Cecchini (ITA)     | 12e                    |
| 24                     | Tiffany Cromwell (AUS)   | 44e                    |
| 25                     | Lisa Klein (GER) (route) | 5e                     |
| 26                     | Alexis Magner (USA)      | 3e                     |

| WaowDeals WAD | WaowDeals WAD              | WaowDeals WAD |
| ------------- | -------------------------- | ------------- |
| Num           | Coureuse                   | Pos           |
| 31            | Jeanne Korevaar (NED)      | 9e            |
| 32            | Anouska Koster (NED)       | 40e           |
| 33            | Riejanne Markus (NED)      | 13e           |
| 34            | Sabrina Stultiens (NED)    | 11e           |
| 35            | Pauliena Rooijakkers (NED) | 26e           |
| 36            | Yara Kastelijn (NED)       | 33e           |

| BTC City Ljubljana BTC | BTC City Ljubljana BTC | BTC City Ljubljana BTC |
| ---------------------- | ---------------------- | ---------------------- |
| Num                    | Coureuse               | Pos                    |
| 41                     | Eugenia Bujak (SLO)    | 7e                     |
| 42                     | Polona Batagelj (SLO)  | 21e                    |
| 43                     | Urša Pintar (SLO)      | 31e                    |
| 45                     | Maaike Boogaard (NED)  | AB-2                   |
| 46                     | Urška Bravec (SLO)     | AB-2                   |

| Astana Women's Team ASA | Astana Women's Team ASA    | Astana Women's Team ASA |
| ----------------------- | -------------------------- | ----------------------- |
| Num                     | Coureuse                   | Pos                     |
| 51                      | Letizia Paternoster (ITA)  | 1re                     |
| 52                      | Sofia Beggin (ITA)         | 60e                     |
| 53                      | Elena Pirrone (ITA)        | 43e                     |
| 54                      | Natalya Saifutdinova (KAZ) | 55e                     |
| 55                      | Sofia Bertizzolo (ITA)     | 28e                     |
| 56                      | Lara Vieceli (ITA)         | 27e                     |

| Valcar PBM VAL | Valcar PBM VAL                  | Valcar PBM VAL |
| -------------- | ------------------------------- | -------------- |
| Num            | Coureuse                        | Pos            |
| 61             | Maria Giulia Confalonieri (ITA) | 19e            |
| 62             | Elisa Balsamo (ITA)             | 6e             |
| 63             | Alessia Vigilia (ITA)           | 78e            |
| 64             | Silvia Pollicini (ITA)          | 54e            |
| 65             | Marta Cavalli (ITA)             | 52e            |
| 66             | Asja Paladin (ITA)              | 32e            |

| Lotto Soudal Ladies LSL | Lotto Soudal Ladies LSL | Lotto Soudal Ladies LSL |
| ----------------------- | ----------------------- | ----------------------- |
| Num                     | Coureuse                | Pos                     |
| 71                      | Chantal Hoffmann (LUX)  | 83e                     |
| 72                      | Demi de Jong (NED)      | 17e                     |
| 73                      | Anabelle Dreville (FRA) | 71e                     |
| 74                      | Valerie Demey (BEL)     | 59e                     |
| 75                      | Puck Moonen (NED)       | AB-1                    |
| 76                      | Isabelle Beckers (BEL)  | AB-2                    |

| Bepink BPK | Bepink BPK                    | Bepink BPK |
| ---------- | ----------------------------- | ---------- |
| Num        | Coureuse                      | Pos        |
| 81         | Katia Ragusa (ITA)            | 75e        |
| 82         | Maria Vittoria Sperotto (ITA) | 56e        |
| 83         | Silvia Valsecchi (ITA)        | AB-2       |
| 84         | Francesca Pattaro (ITA)       | AB-2       |
| 85         | Letizia Borghesi (ITA)        | 38e        |

| Trek-Drops DRP | Trek-Drops DRP          | Trek-Drops DRP |
| -------------- | ----------------------- | -------------- |
| Num            | Coureuse                | Pos            |
| 91             | Kathrin Hammes (GER)    | 22e            |
| 92             | Manon Lloyd (GBR)       | 76e            |
| 93             | Hannah Payton (GBR)     | 34e            |
| 94             | Lucy Shaw (GBR)         | 69e            |
| 95             | Annabel Simpson (GBR)   | AB-2           |
| 96             | Abigail Van Twisk (GBR) | AB-2           |

| Parkhotel Valkenburg PHV | Parkhotel Valkenburg PHV | Parkhotel Valkenburg PHV |
| ------------------------ | ------------------------ | ------------------------ |
| Num                      | Coureuse                 | Pos                      |
| 101                      | Chanella Stougje (NED)   | 61e                      |
| 102                      | Nancy van der Burg (NED) | 15e                      |
| 103                      | Marit Raaijmakers (NED)  | 82e                      |
| 104                      | Hanna Solovey (UKR)      | 47e                      |
| 105                      | Esther van Veen (NED)    | 63e                      |
| 106                      | Belle De Gast (NED)      | 10e                      |

| WNT-Rotor Pro Cycling WNT | WNT-Rotor Pro Cycling WNT     | WNT-Rotor Pro Cycling WNT |
| ------------------------- | ----------------------------- | ------------------------- |
| Num                       | Coureuse                      | Pos                       |
| 111                       | Elise Maes (LUX)              | 36e                       |
| 112                       | Melissa Lowther (GBR)         | 50e                       |
| 113                       | Natalie Grinczer (GBR)        | 24e                       |
| 114                       | Hayley Simmonds (GBR)         | AB-1                      |
| 115                       | Gabrielle Pilote Fortin (CAN) | 29e                       |
| 116                       | Aafke Soet (NED)              | AB-1                      |

| Movistar Team MOV | Movistar Team MOV      | Movistar Team MOV |
| ----------------- | ---------------------- | ----------------- |
| Num               | Coureuse               | Pos               |
| 121               | Aude Biannic (FRA)     | 16e               |
| 122               | Alicia González (ESP)  | 14e               |
| 123               | Rachel Neylan (AUS)    | 25e               |
| 124               | Lourdes Oyarbide (ESP) | 46e               |
| 125               | Gloria Rodríguez (ESP) | 73e               |
| 126               | Alba Teruel (ESP)      | 49e               |

| Experza-Footlogix EXP | Experza-Footlogix EXP          | Experza-Footlogix EXP |
| --------------------- | ------------------------------ | --------------------- |
| Num                   | Coureuse                       | Pos                   |
| 131                   | Sarah Rijkes (AUT)             | 57e                   |
| 132                   | Jessy Druyts (BEL)             | AB-2                  |
| 133                   | Sara Mustonen (SWE)            | NP-2                  |
| 134                   | Agnieszka Skalniak-Sójka (POL) | 18e                   |
| 135                   | Séverine Eraud (FRA)           | AB-2                  |
| 136                   | Susanna Zorzi (ITA)            | AB-2                  |

| Health Mate-Cyclelive Team HCT | Health Mate-Cyclelive Team HCT | Health Mate-Cyclelive Team HCT |
| ------------------------------ | ------------------------------ | ------------------------------ |
| Num                            | Coureuse                       | Pos                            |
| 141                            | Laura Vainionpää (FIN)         | AB-2                           |
| 142                            | Chloë Turblin (FRA)            | AB-2                           |
| 143                            | Tara Gins (BEL)                | AB-1                           |
| 144                            | Marieke de Groot (NED)         | 72e                            |
| 145                            | Janine van der Meer (NED)      | 51e                            |
| 146                            | Megan Chard (GBR)              | AB-1                           |

| Jos Feron Lady Force ___ | Jos Feron Lady Force ___     | Jos Feron Lady Force ___ |
| ------------------------ | ---------------------------- | ------------------------ |
| Num                      | Coureuse                     | Pos                      |
| 151                      | Céline van Houtum (NED)      | 79e                      |
| 152                      | Nathalie Verschelden (BEL)   | 84e                      |
| 153                      | Kirsten Peetoom (NED)        | 58e                      |
| 154                      | Caroline Thorvik Olsen (NOR) | 62e                      |
| 155                      | Arianna Pruisscher (NED)     | AB-2                     |
| 156                      | Caren Commissaris (NED)      | AB-2                     |

| Maaslandster International Women's Cycling ___ | Maaslandster International Women's Cycling ___ | Maaslandster International Women's Cycling ___ |
| ---------------------------------------------- | ---------------------------------------------- | ---------------------------------------------- |
| Num                                            | Coureuse                                       | Pos                                            |
| 161                                            | Femke Geeris (NED)                             | AB-1                                           |
| 162                                            | Amanda Jamieson (NZL)                          | 65e                                            |
| 163                                            | Bronwyn Macgregor (NZL)                        | 67e                                            |
| 164                                            | Tsubasa Makise (JPN)                           | 35e                                            |
| 165                                            | Lauren Murphy (GBR)                            | AB-2                                           |
| 166                                            | Eri Yonamine (JPN)                             | 74e                                            |

| Grande-Bretagne GBR | Grande-Bretagne GBR | Grande-Bretagne GBR |
| ------------------- | ------------------- | ------------------- |
| Num                 | Coureuse            | Pos                 |
| 171                 | Emily Wadsworth     | 77e                 |
| 172                 | Rebecca Raybould    | AB-2                |
| 173                 | Megan Barker        | 68e                 |
| 174                 | Abigail Dentus      | 53e                 |
| 175                 | Jessica Roberts     | AB-2                |
| 176                 | Rhona Callander     | 85e                 |

| Danemark DEN | Danemark DEN          | Danemark DEN |
| ------------ | --------------------- | ------------ |
| Num          | Coureuse              | Pos          |
| 181          | Pernille Mathiesen    | NP-0         |
| 182          | Johanne Marcher       | AB-2         |
| 183          | Michelle Lauge Quaade | AB-1         |
| 184          | Christina Siggaard    | AB-2         |
| 185          | Rikke Lønne           | NP-0         |
| 186          | Louise Norman Hansen  | 48e          |

| Norvège NOR | Norvège NOR          | Norvège NOR |
| ----------- | -------------------- | ----------- |
| Num         | Coureuse             | Pos         |
| 191         | Susanne Andersen     | 20e         |
| 192         | Stine Borgli         | 42e         |
| 193         | Ingvild Gåskjenn     | 64e         |
| 194         | Ingrid Moe           | 81e         |
| 195         | Ingrid Lorvik        | 30e         |
| 196         | Line Marie Gulliksen | 80e         |

| Boels Dolmans DLT | Boels Dolmans DLT                         | Boels Dolmans DLT |
| ----------------- | ----------------------------------------- | ----------------- |
| Num               | Coureuse                                  | Pos               |
| 1                 | Christine Majerus (LUX) (route et chrono) | 2e                |
| 2                 | Jip van den Bos (NED)                     | 41e               |
| 4                 | Skylar Schneider (USA)                    | 70e               |
| 5                 | Amy Pieters (NED)                         | 37e               |
| 6                 | Anna Plichta (POL)                        | 45e               |

| Cervélo Bigla CBT | Cervélo Bigla CBT                     | Cervélo Bigla CBT |
| ----------------- | ------------------------------------- | ----------------- |
| Num               | Coureuse                              | Pos               |
| 11                | Ashleigh Moolman (RSA)                | 8e                |
| 12                | Lotta Lepistö (FIN) (route et chrono) | 4e                |
| 13                | Cecilie Uttrup Ludwig (DEN) (chrono)  | NP-2              |
| 16                | Nicole Hanselmann (SUI)               | 66e               |

| Canyon-SRAM Racing CSR | Canyon-SRAM Racing CSR   | Canyon-SRAM Racing CSR |
| ---------------------- | ------------------------ | ---------------------- |
| Num                    | Coureuse                 | Pos                    |
| 21                     | Alena Amialiusik (BLR)   | 23e                    |
| 22                     | Hannah Barnes (GBR)      | 39e                    |
| 23                     | Elena Cecchini (ITA)     | 12e                    |
| 24                     | Tiffany Cromwell (AUS)   | 44e                    |
| 25                     | Lisa Klein (GER) (route) | 5e                     |
| 26                     | Alexis Magner (USA)      | 3e                     |

| WaowDeals WAD | WaowDeals WAD              | WaowDeals WAD |
| ------------- | -------------------------- | ------------- |
| Num           | Coureuse                   | Pos           |
| 31            | Jeanne Korevaar (NED)      | 9e            |
| 32            | Anouska Koster (NED)       | 40e           |
| 33            | Riejanne Markus (NED)      | 13e           |
| 34            | Sabrina Stultiens (NED)    | 11e           |
| 35            | Pauliena Rooijakkers (NED) | 26e           |
| 36            | Yara Kastelijn (NED)       | 33e           |

| BTC City Ljubljana BTC | BTC City Ljubljana BTC | BTC City Ljubljana BTC |
| ---------------------- | ---------------------- | ---------------------- |
| Num                    | Coureuse               | Pos                    |
| 41                     | Eugenia Bujak (SLO)    | 7e                     |
| 42                     | Polona Batagelj (SLO)  | 21e                    |
| 43                     | Urša Pintar (SLO)      | 31e                    |
| 45                     | Maaike Boogaard (NED)  | AB-2                   |
| 46                     | Urška Bravec (SLO)     | AB-2                   |

| Astana Women's Team ASA | Astana Women's Team ASA    | Astana Women's Team ASA |
| ----------------------- | -------------------------- | ----------------------- |
| Num                     | Coureuse                   | Pos                     |
| 51                      | Letizia Paternoster (ITA)  | 1re                     |
| 52                      | Sofia Beggin (ITA)         | 60e                     |
| 53                      | Elena Pirrone (ITA)        | 43e                     |
| 54                      | Natalya Saifutdinova (KAZ) | 55e                     |
| 55                      | Sofia Bertizzolo (ITA)     | 28e                     |
| 56                      | Lara Vieceli (ITA)         | 27e                     |

| Valcar PBM VAL | Valcar PBM VAL                  | Valcar PBM VAL |
| -------------- | ------------------------------- | -------------- |
| Num            | Coureuse                        | Pos            |
| 61             | Maria Giulia Confalonieri (ITA) | 19e            |
| 62             | Elisa Balsamo (ITA)             | 6e             |
| 63             | Alessia Vigilia (ITA)           | 78e            |
| 64             | Silvia Pollicini (ITA)          | 54e            |
| 65             | Marta Cavalli (ITA)             | 52e            |
| 66             | Asja Paladin (ITA)              | 32e            |

| Lotto Soudal Ladies LSL | Lotto Soudal Ladies LSL | Lotto Soudal Ladies LSL |
| ----------------------- | ----------------------- | ----------------------- |
| Num                     | Coureuse                | Pos                     |
| 71                      | Chantal Hoffmann (LUX)  | 83e                     |
| 72                      | Demi de Jong (NED)      | 17e                     |
| 73                      | Anabelle Dreville (FRA) | 71e                     |
| 74                      | Valerie Demey (BEL)     | 59e                     |
| 75                      | Puck Moonen (NED)       | AB-1                    |
| 76                      | Isabelle Beckers (BEL)  | AB-2                    |

| Bepink BPK | Bepink BPK                    | Bepink BPK |
| ---------- | ----------------------------- | ---------- |
| Num        | Coureuse                      | Pos        |
| 81         | Katia Ragusa (ITA)            | 75e        |
| 82         | Maria Vittoria Sperotto (ITA) | 56e        |
| 83         | Silvia Valsecchi (ITA)        | AB-2       |
| 84         | Francesca Pattaro (ITA)       | AB-2       |
| 85         | Letizia Borghesi (ITA)        | 38e        |

| Trek-Drops DRP | Trek-Drops DRP          | Trek-Drops DRP |
| -------------- | ----------------------- | -------------- |
| Num            | Coureuse                | Pos            |
| 91             | Kathrin Hammes (GER)    | 22e            |
| 92             | Manon Lloyd (GBR)       | 76e            |
| 93             | Hannah Payton (GBR)     | 34e            |
| 94             | Lucy Shaw (GBR)         | 69e            |
| 95             | Annabel Simpson (GBR)   | AB-2           |
| 96             | Abigail Van Twisk (GBR) | AB-2           |

| Parkhotel Valkenburg PHV | Parkhotel Valkenburg PHV | Parkhotel Valkenburg PHV |
| ------------------------ | ------------------------ | ------------------------ |
| Num                      | Coureuse                 | Pos                      |
| 101                      | Chanella Stougje (NED)   | 61e                      |
| 102                      | Nancy van der Burg (NED) | 15e                      |
| 103                      | Marit Raaijmakers (NED)  | 82e                      |
| 104                      | Hanna Solovey (UKR)      | 47e                      |
| 105                      | Esther van Veen (NED)    | 63e                      |
| 106                      | Belle De Gast (NED)      | 10e                      |

| WNT-Rotor Pro Cycling WNT | WNT-Rotor Pro Cycling WNT     | WNT-Rotor Pro Cycling WNT |
| ------------------------- | ----------------------------- | ------------------------- |
| Num                       | Coureuse                      | Pos                       |
| 111                       | Elise Maes (LUX)              | 36e                       |
| 112                       | Melissa Lowther (GBR)         | 50e                       |
| 113                       | Natalie Grinczer (GBR)        | 24e                       |
| 114                       | Hayley Simmonds (GBR)         | AB-1                      |
| 115                       | Gabrielle Pilote Fortin (CAN) | 29e                       |
| 116                       | Aafke Soet (NED)              | AB-1                      |

| Movistar Team MOV | Movistar Team MOV      | Movistar Team MOV |
| ----------------- | ---------------------- | ----------------- |
| Num               | Coureuse               | Pos               |
| 121               | Aude Biannic (FRA)     | 16e               |
| 122               | Alicia González (ESP)  | 14e               |
| 123               | Rachel Neylan (AUS)    | 25e               |
| 124               | Lourdes Oyarbide (ESP) | 46e               |
| 125               | Gloria Rodríguez (ESP) | 73e               |
| 126               | Alba Teruel (ESP)      | 49e               |

| Experza-Footlogix EXP | Experza-Footlogix EXP          | Experza-Footlogix EXP |
| --------------------- | ------------------------------ | --------------------- |
| Num                   | Coureuse                       | Pos                   |
| 131                   | Sarah Rijkes (AUT)             | 57e                   |
| 132                   | Jessy Druyts (BEL)             | AB-2                  |
| 133                   | Sara Mustonen (SWE)            | NP-2                  |
| 134                   | Agnieszka Skalniak-Sójka (POL) | 18e                   |
| 135                   | Séverine Eraud (FRA)           | AB-2                  |
| 136                   | Susanna Zorzi (ITA)            | AB-2                  |

| Health Mate-Cyclelive Team HCT | Health Mate-Cyclelive Team HCT | Health Mate-Cyclelive Team HCT |
| ------------------------------ | ------------------------------ | ------------------------------ |
| Num                            | Coureuse                       | Pos                            |
| 141                            | Laura Vainionpää (FIN)         | AB-2                           |
| 142                            | Chloë Turblin (FRA)            | AB-2                           |
| 143                            | Tara Gins (BEL)                | AB-1                           |
| 144                            | Marieke de Groot (NED)         | 72e                            |
| 145                            | Janine van der Meer (NED)      | 51e                            |
| 146                            | Megan Chard (GBR)              | AB-1                           |

| Jos Feron Lady Force ___ | Jos Feron Lady Force ___     | Jos Feron Lady Force ___ |
| ------------------------ | ---------------------------- | ------------------------ |
| Num                      | Coureuse                     | Pos                      |
| 151                      | Céline van Houtum (NED)      | 79e                      |
| 152                      | Nathalie Verschelden (BEL)   | 84e                      |
| 153                      | Kirsten Peetoom (NED)        | 58e                      |
| 154                      | Caroline Thorvik Olsen (NOR) | 62e                      |
| 155                      | Arianna Pruisscher (NED)     | AB-2                     |
| 156                      | Caren Commissaris (NED)      | AB-2                     |

| Maaslandster International Women's Cycling ___ | Maaslandster International Women's Cycling ___ | Maaslandster International Women's Cycling ___ |
| ---------------------------------------------- | ---------------------------------------------- | ---------------------------------------------- |
| Num                                            | Coureuse                                       | Pos                                            |
| 161                                            | Femke Geeris (NED)                             | AB-1                                           |
| 162                                            | Amanda Jamieson (NZL)                          | 65e                                            |
| 163                                            | Bronwyn Macgregor (NZL)                        | 67e                                            |
| 164                                            | Tsubasa Makise (JPN)                           | 35e                                            |
| 165                                            | Lauren Murphy (GBR)                            | AB-2                                           |
| 166                                            | Eri Yonamine (JPN)                             | 74e                                            |

| Grande-Bretagne GBR | Grande-Bretagne GBR | Grande-Bretagne GBR |
| ------------------- | ------------------- | ------------------- |
| Num                 | Coureuse            | Pos                 |
| 171                 | Emily Wadsworth     | 77e                 |
| 172                 | Rebecca Raybould    | AB-2                |
| 173                 | Megan Barker        | 68e                 |
| 174                 | Abigail Dentus      | 53e                 |
| 175                 | Jessica Roberts     | AB-2                |
| 176                 | Rhona Callander     | 85e                 |

| Danemark DEN | Danemark DEN          | Danemark DEN |
| ------------ | --------------------- | ------------ |
| Num          | Coureuse              | Pos          |
| 181          | Pernille Mathiesen    | NP-0         |
| 182          | Johanne Marcher       | AB-2         |
| 183          | Michelle Lauge Quaade | AB-1         |
| 184          | Christina Siggaard    | AB-2         |
| 185          | Rikke Lønne           | NP-0         |
| 186          | Louise Norman Hansen  | 48e          |

| Norvège NOR | Norvège NOR          | Norvège NOR |
| ----------- | -------------------- | ----------- |
| Num         | Coureuse             | Pos         |
| 191         | Susanne Andersen     | 20e         |
| 192         | Stine Borgli         | 42e         |
| 193         | Ingvild Gåskjenn     | 64e         |
| 194         | Ingrid Moe           | 81e         |
| 195         | Ingrid Lorvik        | 30e         |
| 196         | Line Marie Gulliksen | 80e         |

Source.

## Organisation et règlement

### Organisation
Le président et trésorier de l'organisation est Pauly Michel. La secrétaire est Marie-Rose Moro.

### Règlement de la course

#### Délais
Lors d'une course cycliste, les coureurs sont tenus d'arriver dans un laps de temps imparti à la suite du premier pour pouvoir être classés. Les délais prévus sont de 12 % pour toutes les étapes en ligne et 33 % pour le prologue. La règle des trois kilomètres s'applique conformément au règlement UCI.

#### Classements et bonifications
Le classement général individuel au temps est calculé par le cumul des temps enregistrés dans chacune des étapes parcourues. Des bonifications et d'éventuelles pénalisations sont incluses dans le calcul du classement. Le coureur qui est premier de ce classement est porteur du maillot jaune. En cas d'égalité au temps, les centièmes de secondes du prologue sont pris en considération. En cas de nouvelle égalité, la somme des places obtenues sur chaque étape départage les concurrentes.
Des bonifications sont attribuées dans cette épreuve. L'arrivée des étapes donne dix, six et quatre secondes de bonifications aux trois premières.

##### Classement par points
Le maillot vert, récompense le classement par points. Celui-ci se calcule selon le classement lors des arrivées d'étape.
Les étapes en ligne attribuent aux dix premières des points selon le décompte suivant : 15, 12, 10, 8, 7, 6, 5, 4, 3 et 2. Le prologue attribue 8, 5, 4, 3, 2 et 1 point. En cas d'égalité, les coureurs sont prioritairement départagés par le nombre de victoires d'étapes. Si l'égalité persiste, la somme des places sur les étapes est réalisée, enfin la place obtenue au classement général entrent en compte. Pour être classé, un coureur doit avoir terminé la course dans les délais.

##### Classement de la montagne
Le maillot bleu, récompense le classement de la montagne. Les monts attribuent 5, 3 et 1 points aux trois premières. En cas d'égalité, le nombre de première places sur les grand prix des monts sont décomptés. Si l'égalité persiste, la place obtenue au classement général entrent en compte.

##### Classement de la meilleure jeune
Le classement de la meilleure jeune ne concerne qu'une certaine catégorie de coureuses, celles étant âgées de moins de 23 ans. C'est-à-dire aux coureuses nées après le 1er janvier 1996. Ce classement, basé sur le classement général, attribue au premier un maillot blanc.

##### Répartition des maillots
Chaque coureuse en tête d'un classement est porteuse du maillot ou du dossard distinctif correspondant. Cependant, dans le cas où une coureuse dominerait plusieurs classements, celle-ci ne porte qu'un seul maillot distinctif, selon une priorité de classements. Le classement général au temps est le classement prioritaire, suivi du classement par points, du classement de la montagne et du classement de la meilleure jeune. Si ce cas de figure se produit, le maillot correspondant au classement annexe de priorité inférieure n'est pas porté par celui qui domine ce classement mais par son deuxième.

#### Primes
Les étapes en ligne, permettent de remporter les primes suivantes:
| Position | 1er     | 2e    | 3e    | 4e    | 5e    | 6e    | 7e    | 8e    | 9e    | 10e   |
| Prix     | 1 000 € | 500 € | 300 € | 210 € | 200 € | 165 € | 145 € | 125 € | 125 € | 125 € |

En sus, les coureuses placées de la 11e à la 15e place gagnent 80 €.
Le prologue rapporte lui :
| Position | 1er   | 2e    | 3e    | 4e    | 5e    | 6e    | 7e    | 8e   | 9e   | 10e  |
| Prix     | 500 € | 300 € | 200 € | 155 € | 145 € | 125 € | 110 € | 95 € | 95 € | 95 € |

En sus, les coureuses placées de la 11e à la 15e place gagnent 60 €.
Le classement général final attribue les sommes suivantes :
| Position | 1er     | 2e    | 3e    | 4e    | 5e    | 6e   | 7e   | 8e   | 9e   | 10e  |
| Prix     | 2 000 € | 700 € | 300 € | 200 € | 150 € | 90 € | 80 € | 70 € | 70 € | 70 € |

En sus, les coureuses placées de la 11e à la 15e place gagnent 45 €.

#### Prix
Les classements finals de la montagne et par points rapportent 300, 200 et 100 € aux trois premières. À la fin de chaque étape, la leader du classement de la montagne gagne 100 €. Le classement de la meilleure jeune et celui de la meilleure Luxembourgeoise rapporte 100, 50 et 25 € sur chaque étape puis 100 € pour la lauréate finale. Le prix de la combativité attribue 350 €.